# Alison Doody
Alison Doody (Dublin, 11 de novembro de 1966) é uma atriz e modelo irlandesa. Depois de estrear no cinema como a Bond girl Jenny Flex em Na Mira dos Assassinos (1985), ela interpretou Elsa Schneider em Indiana Jones e a Última Cruzada (1989). Outros papéis incluem Siobhan Donavan em A Prayer for the Dying (1987), Charlotte em Taffin (1988), Rebecca Flannery em Major League II (1994) e Catherine Buxton em RRR (2022). Ela também interpretou Pam em Beaver Falls (2011–2012).

## Vida pregressa
A mais nova de três filhos, Doody nasceu em Dublin, na Irlanda. Sua mãe, Joan, era terapeuta de beleza, e seu pai, Patrick, trabalhava no ramo imobiliário e na agricultura. Doody estudou na Escola Secundária Mount Anville.

## Carreira
Abordada por um fotógrafo, Doody começou a trabalhar como modelo, o que se transformou em uma carreira como modelo comercial. Doody evitou rigorosamente o glamour e o trabalho nu, uma cláusula que ela estendeu à sua carreira de atriz.
Depois de chamar a atenção do diretor de elenco de um novo filme do James Bond, ela aceitou um pequeno papel como Jenny Flex em Na Mira dos Assassinos, de 1985. Doody foi listado como um dos 12 Novos Atores Promissores de 1986 no Screen World de John Willis, Vol. 38. Com apenas 18 anos quando apareceu no papel, Doody era – e continua sendo – a mais jovem Bond girl até hoje. Outro filme antigo foi um pequeno papel como Siobhan Donovan, membro do IRA, em A Prayer for the Dying (1987), estrelado por Mickey Rourke. Ela teve um papel sem falas na adaptação televisiva de O Jardim Secreto de 1987, aparecendo como a esposa de Archibald Craven, Lilias, em seu sonho. Seu primeiro papel principal foi em um episódio de 1988 da série de fantasia de Jim Henson, The Storyteller, como Sapsorrow, ao lado de John Hurt, Dawn French e Jennifer Saunders.
Atuou ao lado de Pierce Brosnan no filme Taffin (1988) antes de assumir provavelmente seu papel de maior destaque até hoje, como a arqueóloga e simpatizante nazista austríaca Elsa Schneider em Indiana Jones e a Última Cruzada, de 1989, contracenando com Harrison Ford. O filme também estrelou Sean Connery como o pai de Indy; de modo que Alison Doody atuou ao lado de três atores que interpretaram James Bond: Roger Moore, Sean Connery e Pierce Brosnan.

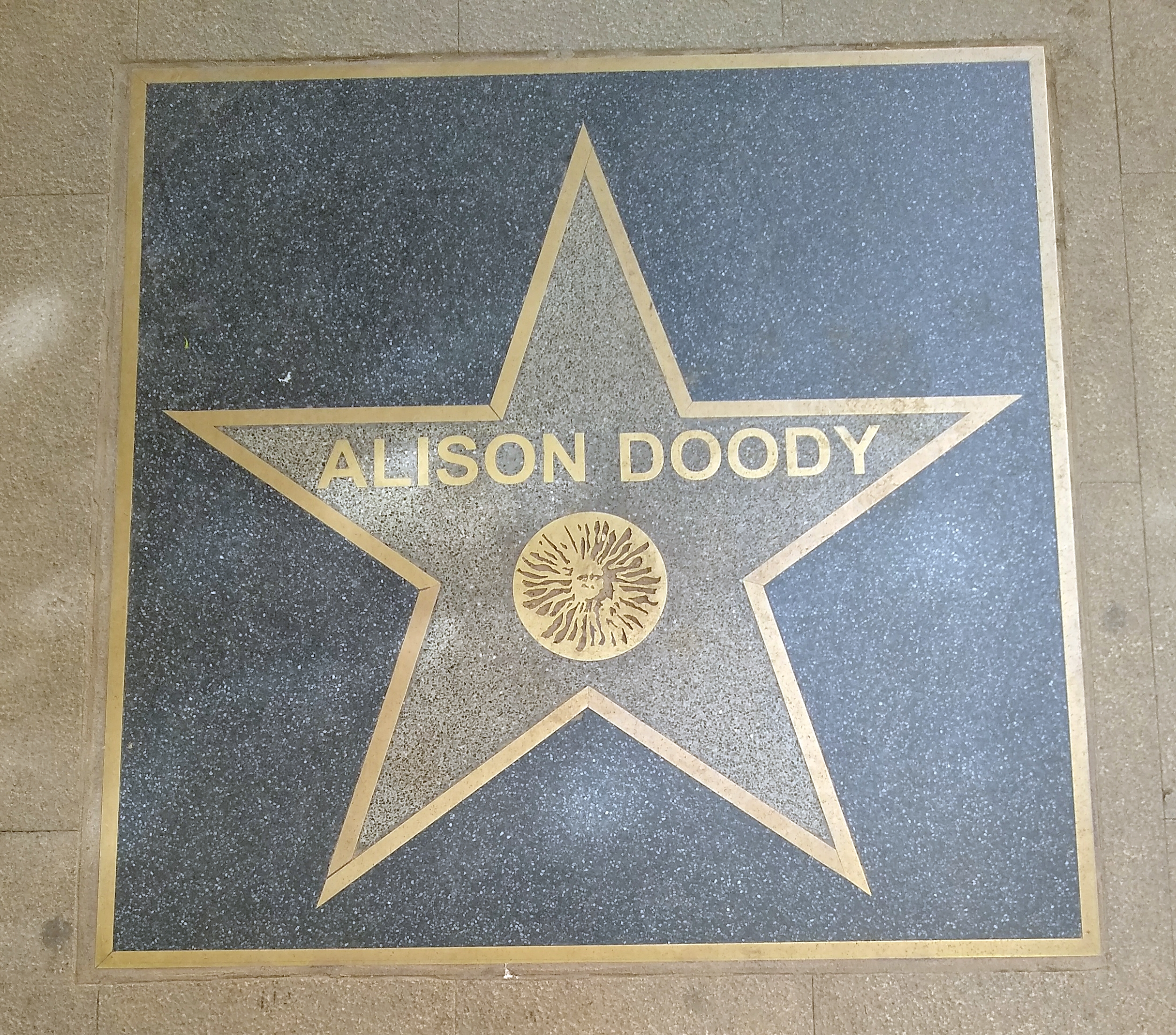
Estrela dedicada a Alison Doody na Calçada da Fama de Almería, na Andaluzia, na Espanha.

Em 1991, Alison coestrelou ao lado de Jonathan Pryce a minissérie Selling Hitler, inspirada na fraude editorial conhecida como Diários de Hitler. Posteriormente, ela se mudou para Hollywood. Escolhida para substituir Cybill Shepherd como porta-voz da L'Oréal, ela atuou ao lado de Charlie Sheen na Major League II de 1994 como Flannery, sua namorada e agente.
Depois de quase uma década longe das telas, ela voltou a atuar com um pequeno papel no filme The Actors de 2003, com Michael Caine, interpretando a si mesma em uma cena de cerimônia de premiação. Ela atuou ao lado de Patrick Swayze no filme para televisão As Minas do Rei Salomão de 2004 e também estrelou um curta chamado Benjamin's Struggle (2005),.um panfleto sobre o Holocausto e na série de TV Waking the Dead (em um episódio de duas partes chamado "The Fall"). Em 2010, Doody filmou um papel no filme The Rapture (2010), de Danny Dyer. Mais tarde, ela estrelou como convidada no drama médico The Clinic, da RTÉ, e foi escalada para estrelar um remake de 2011 do clássico de terror The Asphyx, mas o projeto posteriormente foi paralisado.
Em 2011, ela começou a primeira de duas séries na comédia dramática Beaver Falls, da E4, interpretando Pam Jefferson. Em 2014, ela apareceu em We Still Kill the Old Way. Em 21 de novembro de 2018, ela foi homenageada com o prêmio "Almería, tierra de cine", e recebeu uma estrela na Calçada da Fama de Almería. Em 20 de novembro de 2019, foi anunciado que ela estrearia na indústria cinematográfica indiana com o filme RRR.

## Vida pessoal
Alison Doody se casou com Gavin O'Reilly, CEO do conglomerado Independent News & Media, em 25 de junho de 1994, na residência da família O'Reilly em Castlemartin. O casal fixou residência na Bartra House, uma casa de 930m² com vista para o mar em Dalkey; na época da compra, era a casa mais cara da Irlanda. O casamento produziu duas filhas. Ela se separou de O'Reilly em 2004 e se divorciou dele em 2006.
Durante as filmagens de 2011 da comédia dramática Beaver Falls, na África do Sul, Alison conheceu Douglas De Jager, um magnata das embalagens da Cidade do Cabo. O casal manteve o relacionamento discreto, antes de De Jager morrer de ataque cardíaco súbito em julho de 2012. Ela foi noiva do empresário Tadhg Geary de 2014 a 2015.

## Filmografia

### Filme
| † | Indica filmes que ainda não foram lançados |

| Ano  | Título                             | Papel                                   | Notas            | Ref.   |
| ---- | ---------------------------------- | --------------------------------------- | ---------------- | ------ |
| 1985 | A View to a Kill                   | Jenny Flex                              | Filme de estreia |        |
| 1987 | A Prayer for the Dying             | Siobhan Donovan                         |                  |        |
| 1987 | The Secret Garden                  | Senhorita Lilias Craven (sonho; cameos) |                  |        |
| 1988 | Taffin                             | Charlotte                               |                  |        |
| 1989 | Indiana Jones and the Last Crusade | Elsa Schneider                          |                  | [ 12 ] |
| 1991 | Duel of Hearts                     | Lady Caroline Faye                      |                  |        |
| 1992 | Ring of the Musketeers             | Ann-Marie Athos                         |                  |        |
| 1994 | Major League II                    | Rebecca Flannery                        |                  |        |
| 1994 | Temptation                         | Lee Reddick                             |                  |        |
| 2003 | The Actors                         | Ela mesma                               |                  |        |
| 2004 | King Solomon's Mines               | Elizabeth Maitland                      |                  |        |
| 2005 | Benjamin's Struggle                | Katrina Stockhausen                     | Curta-metragem   |        |
| 2010 | The Rapture                        | Professora Alison Hayes                 |                  |        |
| 2011 | Billy & Chuck                      | Mãe                                     | Curta-metragem   |        |
| 2014 | We Still Kill the Old Way          | Susan Taylor                            |                  | [ 13 ] |
| 2016 | Brother                            | Grace                                   |                  | [ 14 ] |
| 2017 | Division 19                        | Neilsen                                 |                  | [ 15 ] |
| 2019 | The Rising Hawk                    | Rada                                    |                  |        |
| 2019 | Muse                               | Grace                                   |                  |        |
| 2022 | RRR                                | Lady Catherine Buxton                   | Cinema da Índia  |        |

### Televisão
| Ano       | Título                   | Papel                | Notas                           | Ref. |
| --------- | ------------------------ | -------------------- | ------------------------------- | ---- |
| 1985      | Deceptions               | Garçonete            | Episódios desconhecidos         |      |
| 1986–1987 | Howards' Way             | Garota               | Episódios desconhecidos         |      |
| 1987      | Queenie                  | Valentona            | Episódio: #1.1                  |      |
| 1987      | Harry's Kingdom          | Debbie               | Telefilme                       |      |
| 1988      | Campaign                 | Alessandra Castorina | Todos os 6 episódios            |      |
| 1988      | Echoes                   | Caroline Nolan       | 3 episódios                     |      |
| 1988      | The StoryTeller          | Sapsorrow            | Episódio: "Sapsorrow"           |      |
| 1989      | The Jim Henson Hour      | Sapsorrow            | Episódio: "Garbage"             |      |
| 1989      | Women in Tropical Places | Celia                | Telefilme                       |      |
| 1991      | Selling Hitler           | Gina Heidemann       | Todos os 5 episódios            |      |
| 2004      | King Solomon's Mines     | Elizabeth Maitland   | Todos os 2 episódios            |      |
| 2007      | Waking the Dead          | Katherine Keane      | ”The Fall" Episóddios 6.5 & 6.6 |      |
| 2009      | The Clinic               | Lucille              | 4 episódios                     |      |
| 2011–2012 | Beaver Falls             | Pamela Jefferson     | Todos os 12 episódios           |      |

### Televisão sem atuação
| Ano  | Título                                               | Papel         | Notas                      | Ref. |
| ---- | ---------------------------------------------------- | ------------- | -------------------------- | ---- |
| 1990 | Wogan                                                | Ela mesma     | Série 9                    |      |
| 2003 | Entretenimento Hoje à Noite                          | Ela mesma     |                            |      |
| 2003 | 1º Prêmio Irlandês de Cinema e Televisão             | Apresentadora | Especial de TV             |      |
| 2004 | 2º Prêmio Irlandês de Cinema e Televisão             | Apresentadora | Especial de TV             |      |
| 2006 | Os grandes de Hollywood                              | Apresentadora | Série 7 com Harrison Ford  |      |
| 2008 | Mulheres de Indy: Tributo ao American Film Institute | Ela mesma     |                            |      |
| 2008 | Exposto                                              | Ela mesma     | 3ª temporada , episódio 16 |      |
| 2009 | O show tardio                                        | Ela mesma     |                            |      |
| 2010 | 7º Prêmio Irlandês de Cinema e Televisão             | Apresentador  | Especial de TV             |      |

### Documentários
| Ano  | Título                            | Papel     | Notas | Ref. |
| ---- | --------------------------------- | --------- | ----- | ---- |
| 2003 | Indiana Jones: Fazendo a Trilogia | Ela mesma |       |      |
| 2004 | Feliz Aniversário Oscar Wilde     | Ela mesma |       |      |

## Ligações externos
- Alison Doody. no IMDb.
- Alison Doody no Instagram